# JoJo
Joanna Noëlle Levesque (n. 20 decembrie 1990, Brattleboro⁠(d), Vermont, SUA), cunoscută sub pseudonimul JoJo este o cântăreață de muzică pop/RnB și actriță originară din SUA. Ea a devenit cunoscută datorită albumului său de debut care îi poartă numele. Discul a avut încasări foarte mari pe plan mondial, JoJo devenind cea mai de succes cântăreață adolescentă a anului 2004.
Șlagărul „Leave (Get Out)”, lansat în 2004, a atins prima poziție în Top 40 Mainstream, clasament care ține evidența numărului de difuzări al cântecelor în cadrul posturilor radio din S.U.A. Datorită acestei reușite, JoJo a devenit la vârsta de treisprezece ani cel mai tânăr interpret din istoria Statelor Unite care a avut un șlagăr ce a atins prima poziție.
În anul 2005, JoJo a primit o ofertă de a juca rolul adolescentei Miley Stewart în serialul Hannah Montana. Interpreta a refuzat oferta companiei Disney Channel declarând că nu este interesată să joace într-un serial, preferând să se concentreze în cariera sa muzicală.
În 2006, după doi ani în care nu a lansat niciun album de studio nou, JoJo se întoarce cu un stil muzical mult mai comercial, influențat puternic de muzica RnB contemporană. Noul material discografic, intitulat The High Road, a fost lansat în toamna anului 2006. Albumul a debutat și a rămas în topurile internaționale mai multe săptămâni, devenind unul dintre marile succese din întreaga carieră a cântăreței. Ulterior, JoJo a primit un premiu special din partea Yahoo, piesa „Too Little Too Late” fiind descărcată în format digital în peste zece milioane de exemplare. A lansat și două compilații, Can't Take That Away from Me în 2010 și Agápē în decembrie 2012, precum și un EP după semnarea unui contract cu casa de discuri Atlantic Records. Până în noiembrie 2013, artista a vândut mai mult de 7 milioane de albume la nivel mondial dintre care 2,1 milioane de albume și 4 milioane de piese descărcate digital numai în Statele Unite.
În afara activității muzicale, JoJo practică și actoria, începând din anul 2002 să joace în rolul lui Michelle Cooper din sitcom-ul american The Bernie Mac Show. A mai apărut în American Dreams în 2004 și Romeo! în 2006. Pe parcursul anului 2006 a mai obținut și interpretat două roluri principale în peliculele Aquamarine și Excursie cu surprize, filme care s-au bucurat de succes comercial moderat. În prima parte a anului 2007, JoJo a călătorit în Canada, unde a filmat pentru producția cinematografică True Confessions of a Hollywood Starlet.

## Biografie

### Cariera muzicală

#### Copilăria și primele influențe muzicale
Joanna Noëlle Blagden Levesque s-a născut la data de 20 decembrie, 1990 în orașul american de provincie Brattleboro, Vermont și a copilărit în Keene, New Hampshire și Foxborough, Massachusetts. Tatăl său, Joel Maurice Levesque, este un cântăreț de muzică blues iar mama sa, Anne Levesque Bladgen, a fost solista unui cor ce activa într-o biserică catolică. Părinții săi au divorțat când ea avea vârsta de trei ani, JoJo locuind ulterior alături de mama sa în Edgewater, New Jersey, tatăl său preferând să se mute în New Hampshire.
În copilărie, JoJo o imita pe mama sa în momentele în care aceasta repeta compozițiile religioase pentru corul în care cânta. Fiind invitată în emisiunea Child Stars III: Teen Rockers, Anne Levesque a declarat că fiica sa avea un IQ remarcabil și a dezvăluit modul în care JoJo adora să participe la diferite festivaluri de muzică indigenă, dar și modul în care ea interpreta diferite roluri în câteva dintre teatrele locale.
JoJo a participat la preselecțiile emisiunii Copii spun lucruri trăznite, iar interpretarea sa i-a făcut pe membrii juriului să îi acorde acesteia șansa de a cânta o piesă live. JoJo a interpretat hitul anilor 1960 „Respect” al Arethei Franklin, reușind și de data aceasta să captiveze publicul și juriul. La scurt timp după această interpretare, JoJo a fost contactată de către Oprah Winfrey și invitată în emisiunea sa pentru a cânta. Ulterior, interpreta a fost invitată și în emisiunea lui Maury Povich, Maury, la finalul căreia a declarat „când a venit momentul să cânt, nu am avut nicio teamă”.
Numele de scenă al lui JoJo provine de la o poreclă primită în copilărie. După apariția în cadrul mai multor emisiuni televizate și după participarea la show-ul America's Most Talented Kids, producătorul Vincent Herbert a contactat-o și i-a cerut să dea o probă pentru a fi admisă în cadrul casei de discuri Blackground Records. De-a lungul audiției sale pentru Barry Hankerson, acesta i-a spus că spiritul nepoatei sale decedate, Aaliyah a adus-o la el. La finalul întâlnirii respective, JoJo a semnat un contract cu casa de înregistrări și a colaborat cu producători faimoși precum The Underdogs sau Soulshock & Karlin.
Ulterior, JoJo a înregistrat un album demonstrativ; Intitulat Joanna Levesque, materialul discografic a fost lansat în anul 2001 și conține preluări ale câtorva mari șlagăre R&B, incluzând: „Mustang Sally” (Wilson Pickett - 1966), „It Ain't Always What You Do (It's Who You Let See You Do It)” (Etta James - 1969), „Chain of Fools” (Aretha Franklin - 1968), „The House That Jack Built” (Aretha Franklin - 1969), „See Saw” (The Moonglows - 1965), „Superstition” (Stevie Wonder - 1972) și „Shakey Ground” (The Temptations - 1975).

#### Primele succese și «JoJo» (2003 - 2005)
La finele anului 2003, albumul demonstrativ Joanna Levesque ajunge la un producător al casei de discuri Blackground Records, iar după puțin timp apare piesa „Leave (Get Out)”, primul disc single al cântăreței. Deși piesa a reușit să ocupe numai locul doisprezece în clasamentul Billboard Hot 100, a atins prima poziție în Top 40 Mainstream, clasament care ține evidența numărului de difuzări al cântecelor în cadrul posturilor radio din S.U.A..
Datorită acestei reușite, JoJo a devenit la vârsta de treisprezece ani cel mai tânăr interpret din istoria Americii care a avut un hit ce a atins prima poziție. Înainte de lansarea albumului său de debut, JoJo a organizat un turneu de promovare în țara sa natală, fiind susținută de interpreți precum Fefe Dobson, Young Gunz și Zebrahead.
În vara anului 2004 apare pe piață albumul de debut,  JoJo, care primește recenzii pozitive, de pe care cântăreața mai lansează două piese: colaborarea cu rapperul Bow Wow „Baby It's You” și balada RnB-soul „Not That Kinda Girl”. Ambele piese se bucură de promovare adiacentă, iar albumul ajunge pe locul 4 în clasamentul celor mai comercializare discuri din S.U.A.
Definit de ritmuri RnB moderne, utilizarea armoniilor vocale în compoziții muzicale create cu ajutorul unor instrumente cu corzi și fluctuații vocale remarcabile, albumul JoJo a primit discul de platină în S.U.A. și a captat atenția criticilor din domeniul muzical. Cu ocazia sărbătorii de Crăciun de la Casa Albă din anul 2004, JoJo a fost invitată personal de prima doamnă a Americii de la vremea respectivă, Laura Bush să susțină un recital la Washington.
În toamna anului 2005, interpreta a înregistrat un cântec în scopuri caritabile, alături de alți cântăreți cunoscuți precum Céline Dion, Joss Stone, Jesse McCartney, Natalie Cole, Wyclef Jean sau Aaron Carter. Piesa, intitulată „Come Together Now”, face parte din campania de ajutorare a victimelor cutremurului din Oceanul Indian din 2004. Deși piesa nu a intrat în Billboard Hot 100, a atins poziția 13 în Hot 100 Singles Sales, și locul 39 în Hot Adult Contemporary Tracks.
Răsplata prestației muzicale de calitate a lui JoJo a fost reprezentată de nominalizarea primită în cadrul premiilor MTV Video Music Awards, ediția anului 2004, la categoria „Debutul anului”.

JoJo în videoclipul „Too Little Too Late”. Definit de o linie melodică preponderent RnB și de o imagine modernă a interpretei, cântecul urmează tendințele stilistice ale muzicii pop contemporane.

Ulterior, la Premiile Muzicale Billboard, interpreta a primit o dublă nominalizare, la categoriile „Cel mai bun șlagăr” (pentru piesa „Leave (Get Out)”) și „Debutul anului”. Aceste reușite reprezintă un record pentru industria muzicală, JoJo fiind cea mai tânără interpretă din istorie care a fost nominalizată în cadrul respectivelor ceremonii.

#### Era «The High Road» (2006 - 2007)
În 2006, după doi ani în care nu a lansat niciun album de studio nou, JoJo se întoarce cu un stil muzical mult mai comercial, influențat puternic de muzica RnB contemporană. Noul material discografic, intitulat The High Road, a fost lansat în toamna anului 2006. Albumul a debutat și a rămas în topurile internaționale mai multe săptămâni, devenind unul dintre marile succese din întreaga carieră a cântăreței. Fiind compus și prelucrat de producători cu renume precum Scott Storch, Matthew Gerrard sau Sean Garrett, discul a atras atenția criticilor, care au remarcat evoluția vocală și interpretativă a lui JoJo.
În același an discul este relansat, fiind extrase pe single noi succese precum „Too Little Too Late” (însoțit de un videoclip ce avea ca temă fotbalul, datorită Campionatul Mondial de Fotbal, ediția anului 2006 ce era în desfășurare la vremea respectivă), balada RnB-soul „How to Touch a Girl”, și „Anything” (piesă care s-a bucurat de difuzări frecvente la posturile de radio din Europa). Piesa „How To Touch A Girl” a fost aspru criticată pentru versurile sale „provocatoare și interpretabile”. Deși piesa nu a intrat în Billboard Hot 100, a atins poziția 4 în Bubbling Under, clasament care ține evidența cântecelor apropiate de intrarea în Hot 100, și pe locul 76 în Pop 100.
În vara anului 2007 JoJo a susținut un turneu local în S.U.A.. Turneul a promovat cele două albume ale cântăreței, JoJo și The High Road, pe parcursul recitalurilor cântăreața preluând și interpretând șlagăre cunoscute ale unor muzicieni precum Beyoncé, Kelly Clarkson, Amy Winehouse și Justin Timberlake. Seria de concerte și cele trei discuri single promovate s-au bucurat de succes, iar albumul ajunge pe locul 3 în clasamentul celor mai comercializare discuri din S.U.A., primind discul de aur pentru vânzări de peste 500,000 exemplare.
La data de 1 decembrie 2007, la ceremonia Premiilor Muzicale Boston JoJo a fost desemnată câștigătoarea premiului „Cea mai bună cântăreață națională”, pentru interpretarea cântecului „Too Little Too Late”. Ulterior, JoJo a primit un premiu special din partea Yahoo, hitul său „Too Little Too Late” fiind descărcat în format digital în peste zece milioane de exemplare.

#### Evoluția muzicală și «Can't Believe It» (2008 - 2011)

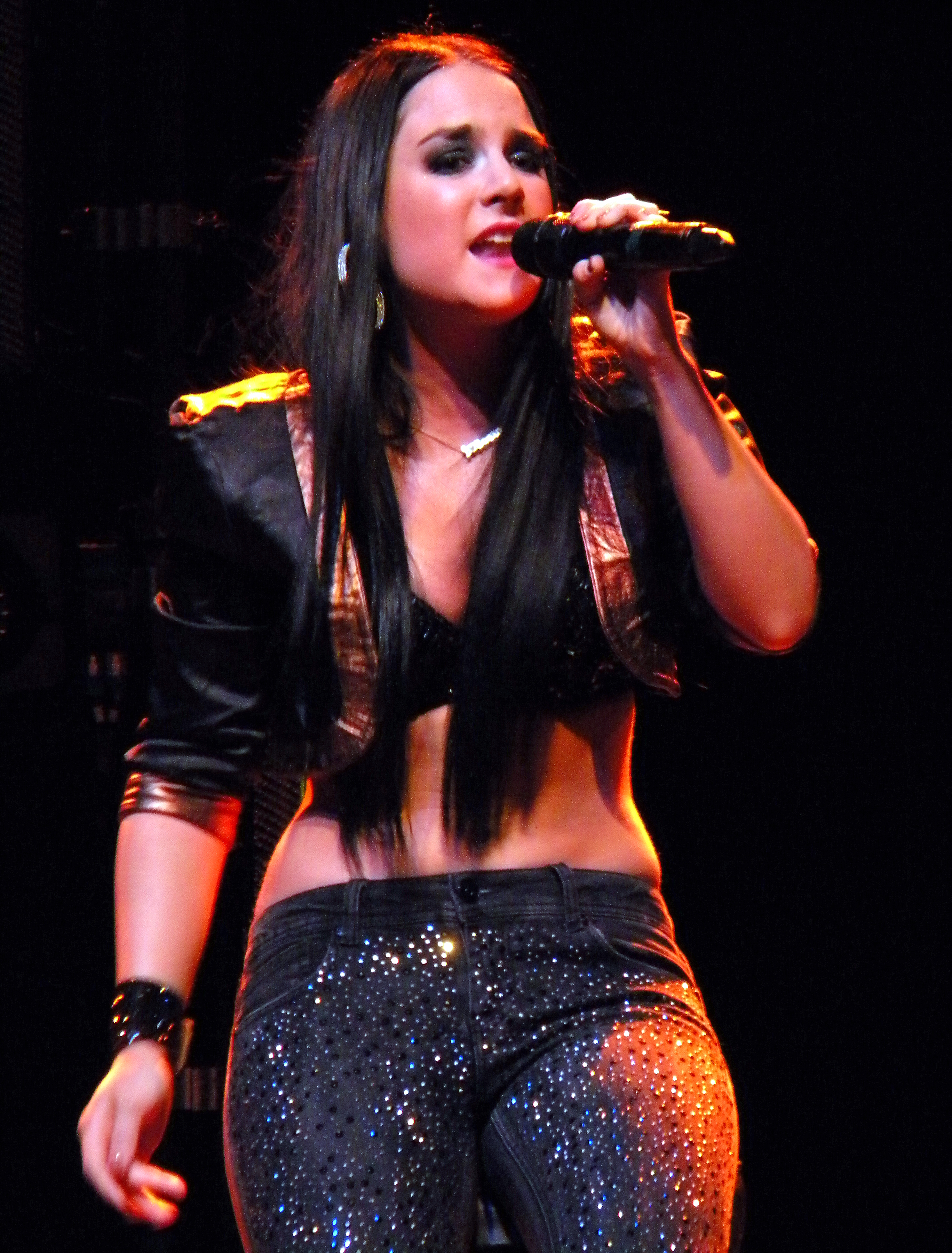
JoJo în deschiderea concertului din cadrul Turneului Joe Jonas & Jay Sean în Atlanta, Georgia pe 3 octombrie 2011.

Pe parcursul anului 2008, JoJo a compus cântece pentru noul său material discografic. La înregistrarea acestuia, interpreta a colaborat cu producători precum J. Moss, Toby Gad, The Underdogs sau Danja. În câteva dintre interviurile acordate, JoJo a mărturisit că își dorește ca noul album să reprezinte o evoluție muzicală pentru ea.
În vara anului 2008, JoJo a preluat și reînregistrat șlagărul „Can't Believe It”, original al cântărețului american de hip hop/rap T-Pain. La data de 14 octombrie 2008, JoJo a interpretat imnul S.U.A. înaintea începerii unui meci de baseball din competiția anuală American League Championship Series. Ulterior, în decembrie 2008, interpreta a fost nominalizată la categoria „Cel mai bun interpret de muzică pop/R&B” în cadrul premiilor Boston Music Awards, premiul fiind adjudecat de grupul Jada.
La începutul anului 2009, JoJo a declarat ca lucrează în permanență cu producătorii Chad Hugo, Jim Beanz și Kenna pentru a putea finaliza cel de-al treilea album de studio. De asemenea, interpreta a menționat că în urma unui conflict apărut între ea și casa sa de înregistrări, Blackground Records a fost nevoită să încheie colaborarea cu această companie. Viitorul său album, intitulat inițial All I Want Is Everything, era planificat pentru a fi lansat pe parcursul anului 2010 sub stricta reprezentare a caselor de discuri Interscope și Universal, dar a fost amânat pentru o dată ulterioară. Pe 3 iunie 2009, JoJo și-a lansat canalul oficial de YouTube ăîn ideea că va semna un contract prin care casa de discuri îi va lansa și distribui albumul. În câteva luni, 20 dintre cântecele sale au fost încărcate fără permisiunea ei pe un cont de YouTube. În august 2009, JoJo a intentat un proces în New York împotriva casei de discuri Da Family Entertainment pentru punerea carierei sale în pericol, din cauza uitării sale în plan secund, cerând daune de 500,000$ și desfacerea contractului. JoJo a obținut anularea contractului cu Da Family Entertainment în octombrie 2009 și a ajuns la o înțelegere cu Blackground Records pentru a lansa cel de-al treilea album sub egida casei de discuri Interscope Records.
La sfârșitul anului 2009, JoJo a colaborat pentru albumul Shock Value II al lui Timbaland la cântecul „Lose Control”. A înregistrat partea de backing vocal a melodiei „Timothy Where You Been” a formației australiene Jet. Can't Take That Away from Me a fost prima compilație lansată de JoJo în septembrie 2010 de pe care a fost extras single-ul „In the Dark”. La sfârșitul anului 2010, JoJo a apărut în videoclipurile lui Keri Hilson și Clinton Sparks.

#### Agápē, compilații și turnee (2011 - 2013)
În februarie 2011, JoJo a încărcat un video pe YouTube anunțând că va filma un videoclip pentru un nou cântec, intitulat „Disaster” și că a schimbat titlul albumului din care acesta va face parte din All I Want Is Everything în Jumping Trains, susținând că dorește ca acesta să „fie ceva diferit; ceva nou”.
În iunie 2011, a lansat un remix al cântecului „Marvin's Room” interpretat de Drake sub numele de „Marvin's Room (Can't Do Better)” prin intermediul canalului de YouTube Rap-Up. JoJo a rescris versurile cântecului dintr-o perspectivă feminină pentru a-și exprima frustrarea dintre un fost iubit și presupusa sa prietenă, iar Drake a apreciat originalitatea interpretării ei.
Pe 29 august 2011, „Disaster” a fost lansat la stațiile de radio din întreaga țară (SUA). Cântecul seamănă ca stil cu fostele sale hituri, fiind apreciat de critici pentru că nu a „căzut în capcana synthpopului”, dar și criticat pentru că nu a arătat un progres după o pauză de cinci ani. „Disaster” a debutat în Billboard Hot 100 pe poziția cu numărul 87, dar a ieșit din top după numai o săptămână. Acesta a fost primul single al lui JoJo care a ajuns într-un clasament după „Too Little Too Late” în 2006. Melodia nu s-a clasat în topurile internaționale. Pentru a-l promova, ea a cântat în deschiderea concertului din cadrul turneului Joe Jonas & Jay Sean. JoJo a interpretat pentru prima dată melodia Good Day Dallas la televizor pe 29 septembrie 2011, și a făcut parte din turneul promoțional „Pinktober” în vederea strângerii de fonduri pentru cercetările privind cancerul de sân. Videoclipul piese a fost lansat pe site-ul oficial al lui JoJo în noiembrie 2011.
La începutul anului 2012, JoJo a fost în turneu cu formația Big Time Rush pentru cinci concerte din cadrul Turneului Better With You. Un single promoțional, „Sexy to Me”, a fost lansat pe iTunes și Amazon spre vânzare la 28 februarie 2012. JoJo, dorind să meargă într-o nouă direcție cu viitorul album, a lansat piesa „Demonstrate”, produsă de Noah „40” Shebib, pe 17 iulie 2012. Nu a fost lansată ca disc single deși s-a turnat videoclipul acesteia.
După ce Blackground Records și-au pierdut înțelegerea de distribuție prin intermediul casei de discuri Interscope Records la sfârșitul anului 2012, lucru care a dus la o nouă amânare în lansarea albumului, JoJo a început să înregistreze melodii pentru o nouă compilație, nedorind „să-i facă pe fani să aștepte”. Pe 15 noiembrie 2012, a anunțat lansarea unei noi compilații, intitulată Agápē, cuvânt care provine din limba greacă și care înseamnă „dragoste necondiționată”. Compilația a fost lansată de ziua ei, la aniversarea a 22 de ani, pe 20 decembrie 2012, putând fi descărcată gratuit. Pentru a o promova, JoJo a mers într-un nou turneu nord-american, Turneul Agápē. „We Get By”, piesa principală a compilației, a fost lansată pe 15 noiembrie 2012. „André”, al doilea single, a fost lansat pe 30 noiembrie 2012, iar videoclipul pe 21 martie 2013 împreună cu revista Complex.

#### Al treilea album de studio (2014 -)
La 30 iulie 2013, JoJo a dat în judecată casele de discuri Blackground Records și Da Family pentru „daune ireparabile aduse carierei sale profesionale”. Ea susține că, conform legilor statului New York, minorii nu pot semna contracte care țin mai multe șapte ani, și, din moment ce l-a semnat în 2004, înțelegerea ar fi trebuit să expire în 2011. În decembrie 2013 avocații lui JoJo și ai casei de discuri Blackground au decis să renunțe la caz, ajungând în cele din urmă la o înțelegere. La 14 ianuarie 2014, după mai mulți ani în care s-a judecat cu casele de discuri, a reușit să semneze cu Atlantic Records. La 14 februarie, a lansat un EP numit "#LoveJo" care conținea trei piese clasice ale ei. Pe 16 martie, a concertat în cadrul SXSW 2014. La data de 20 august 2015, JoJo a lansat simultan trei single-uri de pe EP-ul III..

### Cariera în cinematografie și televiziune
JoJo și-a dorit încă din copilărie să joace în filme și piese de teatru. Pâna la vârsta de șapte ani, ea a apărut în câteva reclame TV, dar și la stațiile radio locale din New England. JoJo a debutat ca actriță pe scena teatrului Huntington, jucând rolul principal în comedia dramaturgului englez William Shakespeare, A Midsummer Night's Dream.
În anul 2005, JoJo a primit o ofertă de a juca rolul adolescentei Miley Stewart în serialul Hannah Montana. Interpreta a refuzat oferta companiei Disney Channel declarând că nu este interesată să joace într-un serial, preferând să se concentreze în cariera sa muzicală.
După ce a participat la câteva seriale de televiziune precum The Bernie Mac Show sau American Dreams, JoJo a primit unul dintre rolurile principale ale filmului Aquamarine (2006). Interpretând rolul lui Hailey, ea le-a avut colege de platou pe Emma Roberts și Sara Paxton. Filmul a avut premiera la data de 3 martie a anului 2006 și a avut parte de un succes mediocru, având încasări de 23 milioane de dolari pe plan internațional.
Regizorul de film Barry Sonnenfeld, a distribuit-o în filmul de comedie Excursie cu surprize (în engleză RV) (2006), unde a jucat alături de actori consacrați precum Robin Williams sau Cheryl Hines. Pelicula a fost un succes comercial, în prima săptămână de la marea lansare strângând peste 16,4 milioane de dolari la box office-ul american.
În ultima parte a anului 2007, JoJo a primit rolul principal, cel al lui Morgan Carter, în pelicula True Confessions of a Hollywood Starlet. Deși interpretarea cântăreței a primit recenzii favorabile din partea criticilor de specialitate, filmul nu s-a bucurat de succes comercial substanțial. A fost lansat pe DVD la 3 martie 2009.
În ianuarie 2011, JoJo a făcut parte din distribuția serialului a unui episod din Hawaii Five-0, difuzat pe CBS, jucând rolul lui Courtney Russell, fiica unui om de știința care lucra la Centrul pentru avertizarea împotriva tsunamiurilor, care dispare în timpul unei furtuni pe coasta din Honolulu. În octombrie 2012, JoJo a jucat în filmul G.B.F. (Gay Best Friend), regizat de Darren Stein, în care doi băieți gay realizează că trebuie să se împrietenească cu cele mai populare fete din școală pentru a-și crește statutul social. JoJo joacă rolul lui Soledad Braunstein care este președinta organizației Gay Straight Alliance. Filmările au durat timp de 18 zile și au avut loc la Los Angeles.
În toate producțiile cinematografice în care apare, interpreta este înregistrată cu numele „Joanna 'JoJo' Levesque”, însă pe plan muzical ea este cunoscută datorită pseudonimului JoJo.

## Stilul muzical
Genurile muzicale abordate de JoJo variază de la pop clasic la RnB contemporan sau soul. Motivul omniprezent în cântecele interpretei este dragostea, teme precum despărțirea, feminismul și dramatismul apărând și ele frecvent în materialele discografice ale acesteia.
Stilurile muzicale abordate pe albumele JoJo și The High Road au stârnit interesul criticii din S.U.A, site-ul allmusic apreciind cele două materiale discografice în comparație cu tendințele stilistice ale muzicii pop contemporane. Primul disc al cântăreței este numit „un debut puternic”, iar abilitățile interpretative ale acesteia sunt comparate cu cele ale unor mari personalități ale muzicii internaționale precum Brandy, Beyoncé Knowles sau Kelly Clarkson.
Deși din punct de vedere stilistic și interpretativ albumele lui JoJo au fost aclamate, ele au primit recenzii dure cu privire la conotația versurilor. Piese precum „How to Touch a Girl” sau „The Way You Do Me” au fost aspru criticate pentru imaginea mult prea provocatoare pe care o înfățișau interpretei, în ciuda vârstei sale.
Încă de la debutul său, JoJo a stârnit interesul publicului prin vocea sa generoasă. Profilul vocal al interpretei se încadrează în categoria sopranelor spinto, iar întinderea sa vocală măsoară aproximativ trei octave (Do1 - Mi4), ea fiind capabilă să susțină note din registrul flajeolet. Criticii au aclamat talentul acesteia numindu-i vocea „superbă”, „extraordinară” și „remarcabilă”. De asemenea, JoJo a fost complimentată pentru modul în care își conturează vocea pentru a fi în concordanță cu liniile melodice ale pieselor sale.

## Viața privată
Deși JoJo locuiește în prezent alături de mama sa în New Jersey, ea vizitează frecvent orașul în care a crescut, Foxborough, Massachusetts, unde are rude și prieteni din copilărie. Interpreta a urmat cursuri private acasă, în defavoarea școlilor publice, obținând rezultate bune la testele semestriale.
În mai 2005, în timpul filmărilor pentru emisiunea Fake ID, difuzată de postul de televiziune MTV, JoJo l-a întâlnit pe fotbalistul Freddy Adu. Cântăreața a început o relație mediatizată cu Adu, care s-a încheiat în septembrie, 2006, interpreta menționând că ei au rămas în relații amicale.
În august 2009, a absolvit liceul și a declarat că se va concentra foarte mult pe viitoarele proiecte. JoJo a fost acceptată la Universitatea Northeastern dar nu a participat la cursuri; ea dorea să se specializeze în antropologie culturală.
JoJo este de asemenea o susținătoare a mai multor organizații caritabile precum Boys and Girls Club of America, World Vision, She's the First sau Make A Wish Foundation.
În august 2011, JoJo a semnat o înțelegere publicitară cu firma de haine HeartSoul pentru a deveni principalul model al colecției de haine toamnă/iarnă. În decembrie 2011, JoJo a semnat un alt contract, de această dată cu firma de îngrijire corporală Clearasil pentru a deveni purtătoarea de cuvânt a noului produs Clearasil, PerfectaWash.
JoJo se clasează pe locul 10 în clasamentul celor mai bogați adolescenți din lume având un venit anual net estimat la peste 1 milion de dolari, potrivit ediției din februarie 2007 a revistei Forbes.

## Discografie
| Albume de studio - JoJo (2004) - The High Road (2006) - Mad Love. (2016) - good to know (2020) - December Baby (2020) - trying not to think about it (2021) | Compilații - Can't Take That Away from Me (2010) - Agápē (2012) EP-uri - #LoveJo (2014) - III. (2015) - #LoveJo2 (2015) - NGL (2025) |

### Discuri single
| Anul | Singleul                              | Albumul        |
| ---- | ------------------------------------- | -------------- |
| 2004 | „Leave (Get Out)”                     | JoJo           |
| 2004 | „Baby It's You” (împreună cu Bow Wow) | JoJo           |
| 2005 | „Not That Kinda Girl”                 | JoJo           |
| 2006 | „Too Little Too Late”                 | The High Road  |
| 2006 | „How to Touch a Girl”                 | The High Road  |
| 2007 | „Anything”                            | The High Road  |
| 2009 | „Touch Down”                          | Jumping Trains |
| 2011 | „Disaster”                            |                |
| 2012 | „Sexy to Me”                          |                |
| 2012 | „Demonstrate”                         |                |
| 2012 | „We Get By”                           | Agápē          |
| 2012 | „Andre”                               | Agápē          |

## Turnee
| - 2007: Turneul The High Road - 2010: Turneul Then & Now - 2011: Pinktober - 2013: Turneul Agápē | Ca invitată - 2010: Timbaland – Turneul Shock Value II În deschidere - 2004: Usher – Turneul Truth World - 2011: Turneul Joe Jonas & Jay Sean - 2012: Turneul Better With You |

## Premii și realizări

### Premii pentru cariera în muzică
| Anul | Ceremonia                   | Categoria                                                                                     | Rezultatul   |
| ---- | --------------------------- | --------------------------------------------------------------------------------------------- | ------------ |
| 2004 | MTV Video Music Awards      | Debutul anului 2004 („Leave (Get Out)”)                                                       | nominalizare |
| 2004 | Premiile Muzicale Billboard | Debutul anului 2004                                                                           | nominalizare |
| 2004 | Premiile Muzicale Billboard | Cel mai bun șlagăr („Leave (Get Out)”)                                                        | nominalizare |
| 2006 | Boston Music Awards         | Cea mai bună cântăreață națională („Too Little Too Late”)                                     | câștigat     |
| 2007 | Boston Music Awards         | Cel mai bun interpret de muzică pop/R&B                                                       | nominalizare |
| 2007 | Yahoo Music Awards          | Premiul pentru 10 milioane de descărcări în format digital a șlagărului „Too Little Too Late” | câștigat     |

### Premii pentru cariera în cinamatografie
| Anul | Ceremonia                                        | Categoria                                            | Filmul                                  | Rezultatul   |
| ---- | ------------------------------------------------ | ---------------------------------------------------- | --------------------------------------- | ------------ |
| 2006 | Teen Choice Awards                               | Cea mai bună actriță debutantă                       | Aquamarine                              | nominalizare |
| 2007 | Hollywood Life 9th Annual Young Hollywood Awards | Cea mai bună actriță debutantă                       | Aquamarine                              | câștigat     |
| 2007 | Young Artist Award                               | Cea mai bună interpetare într-un film                | Aquamarine                              | nominalizare |
| 2009 | Poptastic Awards                                 | Cea mai bună interpetare într-un film de televiziune | True Confessions of a Hollywood Starlet | nominalizare |

## Filmografie
Aceasta este o listă a filmelor și emisiunilor televizate în care JoJo a apărut, ordonată cronologic.
| An   | Titlu                                | Personaj              | Note                                                           |
| ---- | ------------------------------------ | --------------------- | -------------------------------------------------------------- |
| 1998 | Copii spun lucruri trăznite          | Concurent             | Apariție sub numele JoJo                                       |
| 1999 | Destination Stardom                  | Concurent             | Apariție sub numele JoJo                                       |
| 2002 | Developing Sheldon                   | Tânăra Elizabeth      | Apariție sub numele JoJo                                       |
| 2002 | The Bernie Mac Show                  | Michelle              | 1 episod                                                       |
| 2003 | America's Most Talented Kid          | Ea însăși             | 1 episod                                                       |
| 2004 | American Dreams                      | Tânăra Linda Ronstadt | 1 episod                                                       |
| 2004 | Povestea unui Rechin                 | Ea însăși             | Apariție sub numele Joanna „JoJo” Levesque                     |
| 2005 | Hope Rocks: The Concert with a Cause | Co-prezentator        | Apariție sub numele JoJo Concert organizat de televiziunea FOX |
| 2006 | Aquamarine                           | Hailey Rogers         | Apariție sub numele Joanna „JoJo” Levesque                     |
| 2006 | Excursie cu surprize                 | Cassie Monroe         | Apariție sub numele Joanna „JoJo” Levesque                     |
| 2006 | Romeo!                               | Ea însăși             | 1 episod                                                       |
| 2007 | Punk'd                               | Ea însăși             | Sezonul 8; Episodul 6                                          |
| 2010 | House of Glam                        | Ea însăși             | Sezonul 1; episodul 4 – La La Land                             |
| 2011 | Hawaii Five-0                        | Courtney Russell      | Sezonul 1; episodul 14 – Kai e'e                               |
| 2011 | The Dance Scene                      | Ea însăși             | Invitată                                                       |
| 2013 | G.B.F.                               | Soledad Braunstein    | Rol principal                                                  |